# Divisioni della Malaysia
Le divisioni della Malaysia sono le prime suddivisioni amministrative degli stati federati della Malaysia, presenti soltanto nei due stati della Malaysia Orientale. Le divisioni sono a loro volta suddivise in distretti; nella Malaysia Peninsulare invece gli stati sono suddivisi direttamente in distretti. Esistono in tutto 17 divisioni, 5 nello stato di Sabah e 12 nello stato di Sarawak.

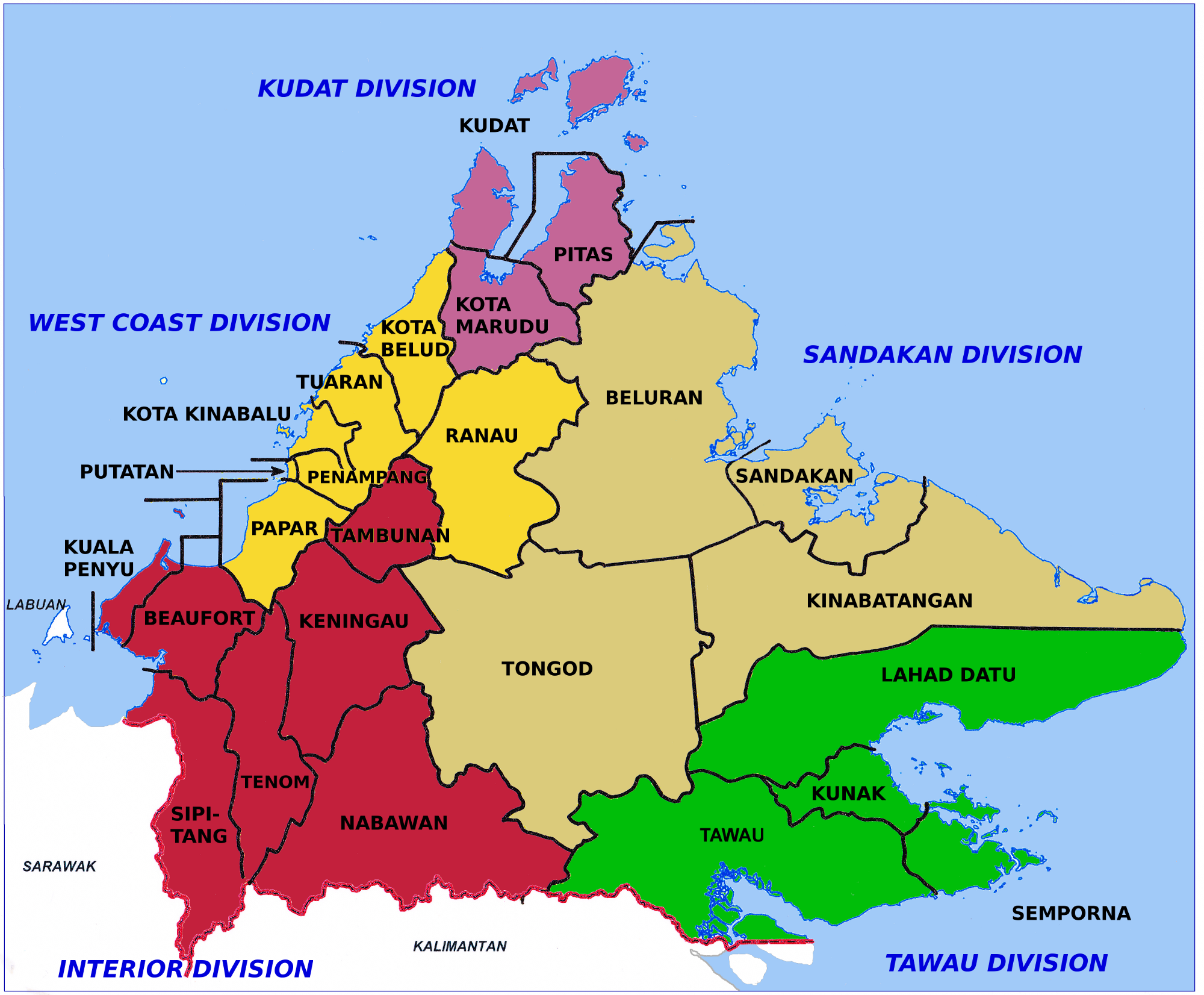
Divisioni del Sabah, corrispondenti ai colori, suddivise nei relativi distretti
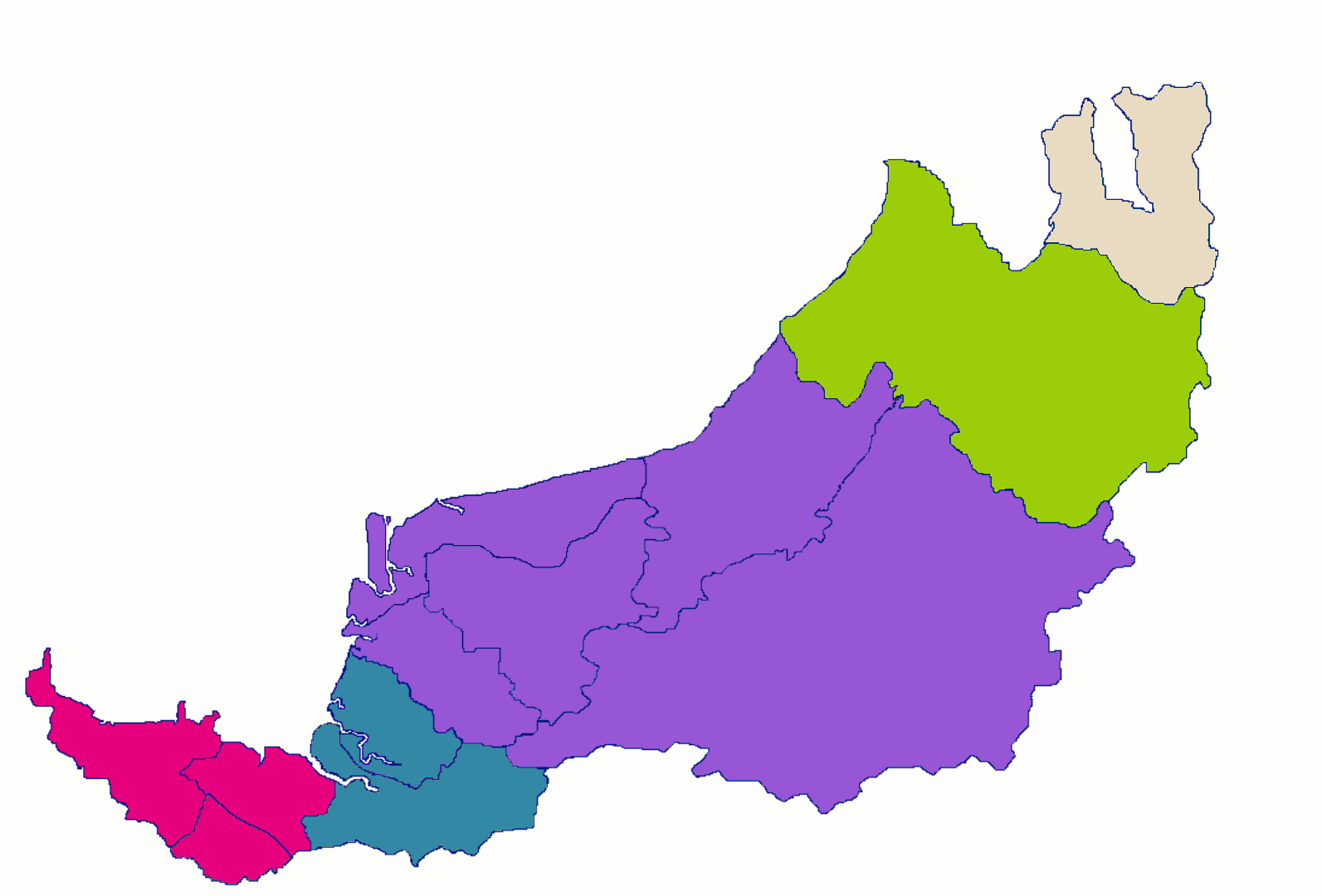
Divisioni del Sarawak; i colori raggruppano le precedenti cinque divisioni ai tempi del colonialismo britannico